# Hostiario

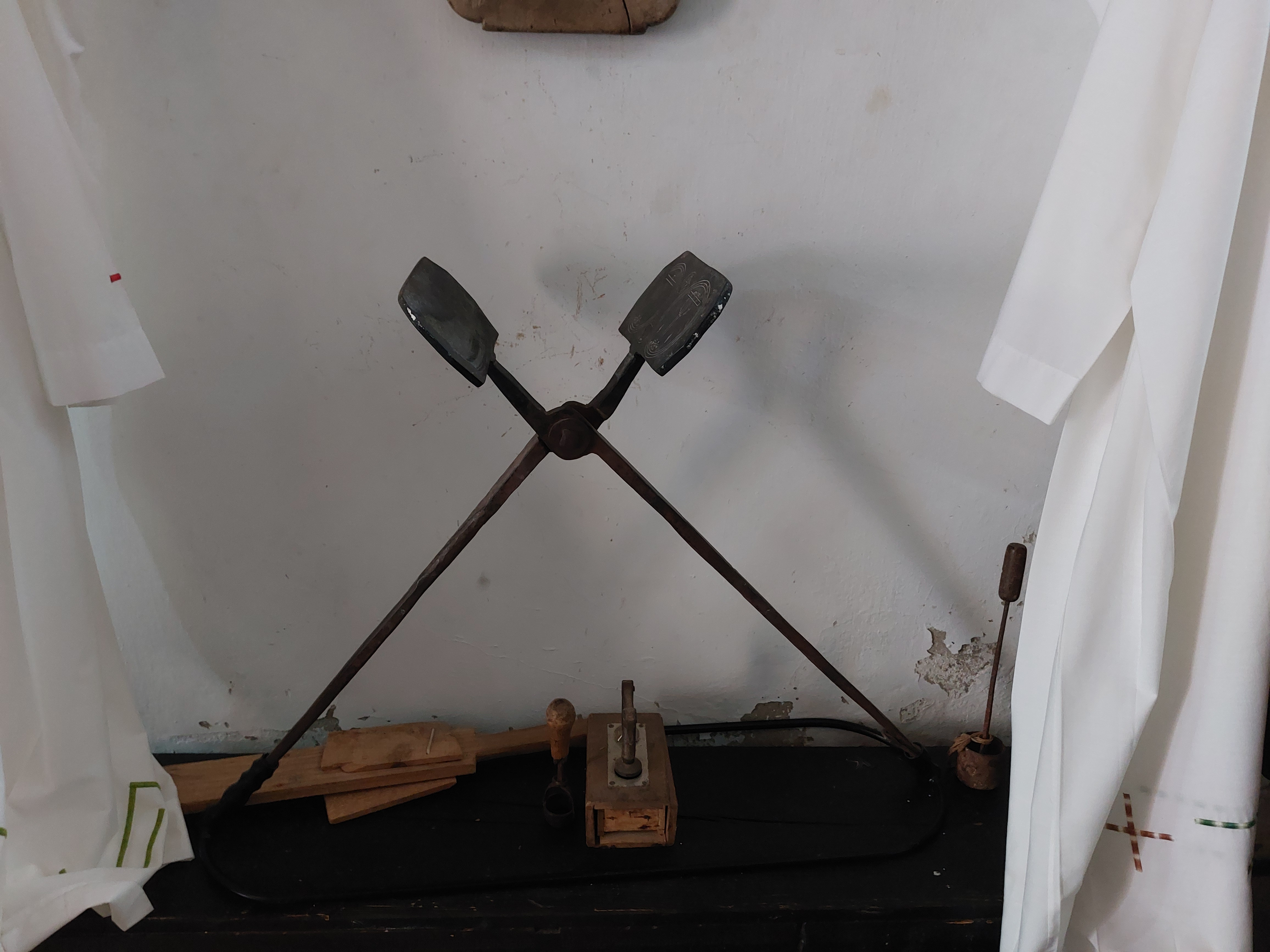
Hostiario en la Iglesia parroquial 'Virgen de Fuentes Claras'

Un hostiario es un objeto religioso con el que se confeccionan las formas u hostias no consagradas. 

## Descripción y uso
Generalmente tiene forma de pinza que en sus extremos tiene dos planchas donde está grabado el dibujo que se imprime en la hostia al echar la pasta preparada para ello.
Este instrumento ya se encuentra citado en el siglo IX.
También se da este nombre a la caja donde se guardan las hostias no consagradas hechas con el hostiario.

## Hostiario vs ostiario
No hay que confundir el término hostiario con "h" descrito en este artículo con el de ostiario sin "h", que se refiere a una de la órdenes menores que existían antes de su reforma en 1972 por Pablo VI en el motu propio Ministeria quadeam.
Existen varios documentos de los siglos XIX y principios del XX donde se utilizan las dos formas del término con h y sin h, una veces referido al objeto religioso y otras a la orden menor.